# Уортон, Адам
А́дам Джеймс Уо́ртон (англ. Adam James Wharton; родился 6 февраля 2004, Блэкберн) — английский футболист, полузащитник клуба «Кристал Пэлас» и сборной Англии.

## Клубная карьера
Воспитанник футбольной академии клуба «Блэкберн Роверс». В мае 2022 года подписал свой первый профессиональный контракт. 10 августа 2022 года дебютировал в основном составе «Роверс» в матче Кубка Английской футбольной лиги против «Хартлпул Юнайтед». 27 августа 2022 года дебютировал в Чемпионшипе в матче против «Сток Сити». 22 октября 2022 года забил свой первый гол за клуб в матче против «Бирмингем Сити».
1 февраля 2024 года перешёл в «Кристал Пэлас», подписав контракт до 2029 года. Сумма трансфера составила 18 млн фунтов, но может достичь 22 млн фунтов с учётом бонусов. 3 февраля 2024 года дебютировал за «орлов» в матче Премьер-лиги против «Брайтон энд Хоув Альбион».

## Карьера в сборной
Выступал за сборные Англии до 19, до 20 лет и до 21 года.
21 мая 2024 года был включён в предварительный состав главной сборной Англии, составленный Гаретом Саутгейтом из 33 игроков, которые могут принять участие на Евро-2024. 3 июня 2024 года дебютировал за сборную Англии, выйдя на замену в товарищеском матче против сборной Боснии и Герцеговины.

## Достижения
«Кристал Пэлас»
- Обладатель Кубка Англии: 2024/25
- Обладатель Суперкубка Англии: 2025